# 国税

OECD各国税収のタイプ別GDP比(%)。
水色は国家間、青は連邦・中央政府、紫は州政府、橙は地方政府、緑は社会保障拠出。

国税（こくぜい）とは、税の最終負担者が直接間接を問わず、納税義務者を通じて国庫に納付する税金のこと。国税は、中央税ともいわれる。
なお国税通則法(第2条第1号）では「国税　国が課する税のうち関税、とん税及び特別とん税以外のものをいう」と定義している。これは徴税機関の相違等から関税等については国税通則法の対象としないためである。
また、日本政府の徴税担当部局である国税庁を指して国税と略称することがある。これに対し、徴税企画部局である主税局を指して主税と略する。

## 日本の国税
ほとんどの国税は税務署へ申告納付又は税務署が賦課徴収するが、関税、とん税、特別とん税、輸入品にかかる内国消費税は税関へ申告納付又は税関が賦課徴収する。また、自動車重量税、印紙税、登録免許税は通常は印紙で納付するのであるが、現金納付の場合は、運輸局、法務局などが徴収する場合もある。
- 直接税：原則として納税義務者が最終負担者と一致する税金。
  - 所得税：暦年を基準とする年間の所得について個人に課税する。課税額については所得の種類（事業所得、利子所得、配当所得、不動産所得、雑所得、給与所得、一時所得、譲渡所得、山林所得、退職所得の10区分）に応じて控除額、課税負担割合が異なる。申告納付が原則で所得税の申告のことを一般に確定申告という。ただし、サラリーマンなど給与所得が主である個人については源泉徴収制度が採られており、雇用する事業主が暦年末に源泉徴収額の年末調整を行うことにより所得税の申告納付が完了するケースがほとんどである。東日本大震災の復興財源とするための復興特別所得税も同時に課税される。
  - 法人税：法人の決算事業年度を基準とする年間の所得について法人に課税する。課税負担割合については一般企業で課税所得（税務上の概念で、一般的な会計上の利益とは異なる部分があり、申告にあたっては調整計算が行われる）の30%が原則とされる。
  - 地方法人税 : 法人税と合わせて国が徴収し、全額が地方交付税の原資とされる。
  - 贈与税：一般的には見返り無く他者から財産的価値のあるものを受け取った者が、その贈与を受けたとみなされる額の一定割合を納付する。相続税の租税回避行為を行わせないように規定されている面があるため、基本的には相続税の存在を前提とした規定が多く含まれている（cf.相続時精算課税制度）。
  - 相続税：親から子へなど財産が相続される際に、相続人に課税される（遺贈の場合は法人も課税対象となる）。相続税の課税標準となる額は相続財産から配偶者5000万円、子1人につき1000万円を控除した額とされ、課税負担割合は相続額にもよるが最高50%に達する。相続人が日本国籍を有さず、日本国内に住所を有さない場合には課税が無いため、国際的に高いとされる日本の相続税率は富裕層の海外流出を招くとの主張がある。
  - 地価税：適用停止中
  - 法人臨時特別税：法律はあるが課税期間の終了により現在適用はない
  - 復興法人特別税：法律はあるが課税期間が平成26年度までとなっており、現在適用はない。復興特別所得税とは扱いが相違している。　
  - 法人特別税：法律はあるが課税期間の終了により現在適用はない
- 間接税：直接税と異なり、納税義務者が必ずしも最終負担者とならない税金。財やサービスの価格を通じて転嫁される性質のもの。
  - 消費税：消費税課税業者が課税対象となる商品の売買を行った場合、原則として課税売上額の6.3%から課税仕入額の6.3%を控除して国に納付する税金。この他に地方消費税が発生するため、最終消費者は国税として6.3%、地方税として1.7%の合計8%を負担することになる。非課税取引の代表例としては消費の概念になじまないとされる土地取引、利息取引、損害賠償金などがある。
  - 酒税：アルコール度数1%以上の酒類を、酒造製造業者が生産地（工場）から出荷する際に課税される。酒の種類によって課税割合が異なる。ビール、発泡酒、第3のビールは酒税の仕組みを利用したコストダウン方法として知られる。
  - たばこ税：製造タバコについて製造者又は保税地域からの引取者に対して、紙巻きたばこ換算1,000本当たりについて課税額を定める。なお、旧国鉄債務償還のために課税されているたばこ特別税も同時に課税される。
  - 揮発油税：揮発油を精製工場又は保税地域から出荷する際に、その量に応じて精製業者又は引取業者に課税される。輸送の際に気化するとされる1.35%が課税の際に控除される。揮発油税と合わせて地方揮発油税も同時に徴収される。
  - 石油ガス税：課税石油ガスを自動車用石油ガス容器に充填する石油元売業者に、充填した量に応じて課税される。
  - 航空機燃料税：航空機の燃料として積み込まれた炭化水素油の量に応じて航空機の所有者に課税される。
  - 石油石炭税：原油や石炭を採取場から精製施設等へ運び出したときに採取業者又は引取業者に移出量に応じて課税される。
  - 自動車重量税：自動車の重量に応じて車検の際に、その自動車の使用者に課税される。
  - 関税：外国からの輸入品について、輸入品の品目に応じて、輸入時に輸入者に課税される。
  - とん税：外国貿易船の入港の際に、船舶の大きさに応じて、入港する船舶の船長に課税される。特別とん税[注釈 1]も同時に課税される。
  - 印紙税：契約書や領収書などの文書の作成者に課税文書作成時に課税される（別途、文書作成者が購入する収入印紙の印紙貼付行為によって課税が行われる）。課税文書の種類により課税額が異なり、一般的に記載される金額に応じて高い印紙の貼付が義務付けられる。
  - 登録免許税：土地・建物の権利の登記や、会社の資本金の登記、そのほか資格の登録等に際し、登記・登録等の申請者に課税される。
  - 物品税：廃止
  - トランプ類税：廃止
  - 取引所税：廃止
  - 有価証券取引税：廃止

- 地方譲与分・特定財源等
  - 地方揮発油税：地方譲与税とするために課税。揮発油税を参照
  - 特別とん税：地方譲与税とするためにとん税を参照
  - 原油等関税：廃止。石炭対策のために特定財源として課税されていた。関税法の区分ではなく予算書での区分。
  - 電源開発促進税：一般電気事業者に、その販売電力量に応じて課税される。
  - 石油臨時特別税：法律はあるが適用期間が平成3年度だけであり、現在適用はない
  - 地方法人特別税:2008年10月1日施行。同日から事業年度を開始する法人から、従前の法人事業税の半額分を都道府県が代理徴収して都道府県に再配分する。国税となっているが実質はそれまでの都道府県税の法人事業税の半分を一旦国に吸い上げ、人口等を基準に再配分するもの。